# Nicole Schmidhofer
Nicole Schmidhofer (Friesach, 15 maart 1989) is een Oostenrijkse alpineskiester. Ze nam tweemaal deel aan de Olympische Winterspelen, maar behaalde geen medaille. Ze was wereldkampioene op de Super G in 2017.

## Carrière
Bij haar wereldbekerdebuut, in maart 2007 in Lenzerheide, scoorde Schmidhofer direct wereldbekerpunten. Tijdens de Olympische Winterspelen 2010 in Vancouver nam ze deel aan de Super G, maar ze haalde de finish niet.
In januari 2013 stond de Oostenrijkse in Cortina d'Ampezzo voor de eerste maal in haar carrière op het podium van een wereldbekerwedstrijd. Op de wereldkampioenschappen alpineskiën 2013 in Schladming eindigde Schmidhofer als elfde op de Super G.
In Beaver Creek nam ze deel aan de wereldkampioenschappen alpineskiën 2015. Op dit toernooi eindigde ze als vierde op de afdaling. Op de wereldkampioenschappen alpineskiën 2017 in Sankt Moritz veroverde Schmidhofer verrassend de wereldtitel op de Super G, daarnaast eindigde ze als zestiende op de afdaling. Tijdens de Olympische Winterspelen 2018 in Pyeongchang eindigde de Oostenrijkse als twaalfde op de afdaling en als achttiende op de Super G.
Op 30 november 2018 boekte ze in Lake Louise haar eerste wereldbekerzege. In Åre nam Schmidhofer deel aan de wereldkampioenschappen alpineskiën 2019. Op dit toernooi eindigde ze als negende op de afdaling en als elfde op de Super G. In het seizoen 2018/2019 won ze het wereldbekerklassement op de afdaling.

## Resultaten

### Titels
Oostenrijks kampioene afdaling – 2007
Oostenrijks kampioene Super G – 2007, 2009
Wereldkampioene Super G – 2017

### Olympische Winterspelen
| Jaar | Plaats      | Resultaten               |
| ---- | ----------- | ------------------------ |
| 2010 | Vancouver   | DNF Super G              |
| 2018 | Pyeongchang | 12e Afdaling 18e Super G |

### Wereldkampioenschappen
| Jaar | Plaats       | Resultaten              |
| ---- | ------------ | ----------------------- |
| 2013 | Schladming   | 11e Super G             |
| 2015 | Beaver Creek | 4e Afdaling             |
| 2017 | Sankt Moritz | Super G · 16e Afdaling  |
| 2019 | Åre          | 9e Afdaling 11e Super G |

### Wereldbeker
Eindklasseringen
| Seizoen   | Algm | AD   | SG     |
| --------- | ---- | ---- | ------ |
| 2006/2007 | 104e | -    | 41e    |
| 2007/2008 | 124e | 51e  | -      |
| 2008/2009 | 70e  | 40e  | 26e    |
| 2009/2010 | 81e  | 49e  | 28e    |
| 2010/2011 | 91e  | 36e  | 38e    |
| 2011/2012 | 86e  | 35e  | -      |
| 2012/2013 | 45e  | 36e  | 8e     |
| 2013/2014 | 20e  | 11e  | 12e    |
| 2014/2015 | 30e  | 20e  | 12e    |
| 2015/2016 | 49e  | 21e  | 23e    |
| 2016/2017 | 15e  | 8e   | 7e     |
| 2017/2018 | 17e  | 9e   | 7e     |
| 2018/2019 | 5e   | Goud | Zilver |
| 2019/2020 | 13e  | 9e   | Brons  |
| 2020/2021 | 109e | -    | 45e    |
| 2021/2022 | 53e  | 40e  | 19e    |

Wereldbekerzeges
| Datum            | Plaats                 | Onderdeel |
| ---------------- | ---------------------- | --------- |
| 30 november 2018 | Lake Louise            | Afdaling  |
| 1 december 2018  | Lake Louise            | Afdaling  |
| 26 januari 2019  | Garmisch-Partenkirchen | Super G   |
| 7 december 2019  | Lake Louise            | Afdaling  |